# David Watkins (rugby)
Pour les articles homonymes, voir Watkins.
Ne pas confondre avec le directeur de la photographie anglais David Watkin (1925-2008).
Pas d'image ? Cliquez ici

a Compétitions nationales et continentales officielles uniquement.

b Matchs officiels uniquement.
David Watkins, né le 5 mars 1942 à Blaina et mort le 3 septembre 2023, est un joueur de rugby à XV et rugby à XIII qui a joué avec l'équipe du pays de Galles évoluant au poste de demi d'ouverture.

## Biographie
David Watkins joue en club avec l'Abertillery RFC (en), l'Ebbw Vale RFC, le Pontypool RFC et le Newport RFC. Il connaît également trois sélections avec les Barbarians entre 1962 et 1967. Il dispute son premier test match le 19 janvier 1963 contre l'équipe d'Angleterre, et son dernier test match contre cette même équipe le 15 avril 1967. Il dispute six test matchs avec les Lions britanniques en 1966. Il a un talent impressionnant quand il perce et devient international à l'âge de 20 ans seulement. Après avoir connu 19 sélections consécutives, emporté une Triple couronne en 1965, joué en tournée avec les Lions, rien ne semble l'arrêter. Cependant l'éclosion de Barry John le prive de sa place de titulaire du numéro 10 en 1966. Après deux matchs, il récupère son bien. Toutefois, il décide de changer de code et d'accepter une offre de Salford de 15 000 livres sterling. Il connaît un succès égal au rugby à XIII et il joue à la fois pour l'équipe du pays de Galles et l'équipe de Grande-Bretagne par la suite.
Il meurt le 3 septembre 2023,

## Palmarès
- Vainqueur du Tournoi des Cinq Nations en 1964, 1965 et 1966

## Statistique en équipe nationale à XV
- 21 sélections (+1 non officielle)
- 15 points (2 essais, 3 drops)
- Sélections par année : 5 en 1963, 5 en 1964, 4 en 1965, 4 en 1966, 3 en 1967
- Tournois des Cinq Nations disputés :  1963,  1964, 1965, 1966, 1967